# Schwedische Israelmission in Wien
Die Schwedische Israelmission in Wien war der österreichische Zweig einer schwedischen Missionsgesellschaft, die ihre Aufgabe in der Missionierung und Betreuung von Juden sah. Der Name „Israelmission“ (oder „Mission für Israel“) verweist auf das missionarische Grundanliegen: Juden sollten mit dem christlichen Glauben vertraut gemacht werden. Gleichzeitig hatte die Tätigkeit diakonischen Charakter, der zeitweise aufgrund besonderer Nöte der Wiener jüdischen Bevölkerung in den Vordergrund trat. Diese karitative Hilfsbereitschaft diente dann oft als missionarischer Anknüpfungspunkt.
In Wien begann die Schwedische Israelmission ihre Tätigkeit 1920 und beendete sie 1974. Sie verfügte über ein eigenes Haus in Wien-Alsergrund, Seegasse 16. Ihre Tätigkeit erfolgte in enger Verbindung mit der evangelisch-lutherischen Kirche in Österreich.
Nach dem Anschluss Österreichs an das Deutsche Reich half die Israelmission den durch die Nationalsozialisten stark bedrängten Juden, insbesondere evangelischen Konvertiten jüdischer Herkunft, bei der Ausreise aus Österreich; meistens wird die – nicht exakt bekannte – Zahl der bei der Ausreise Unterstützten mit ungefähr 3000 angegeben. Wenn historische Darstellungen das Wirken der Schwedischen Israelmission in Wien erwähnen, so stellen sie fast immer diese Unterstützung gefährdeter Juden in den Mittelpunkt.

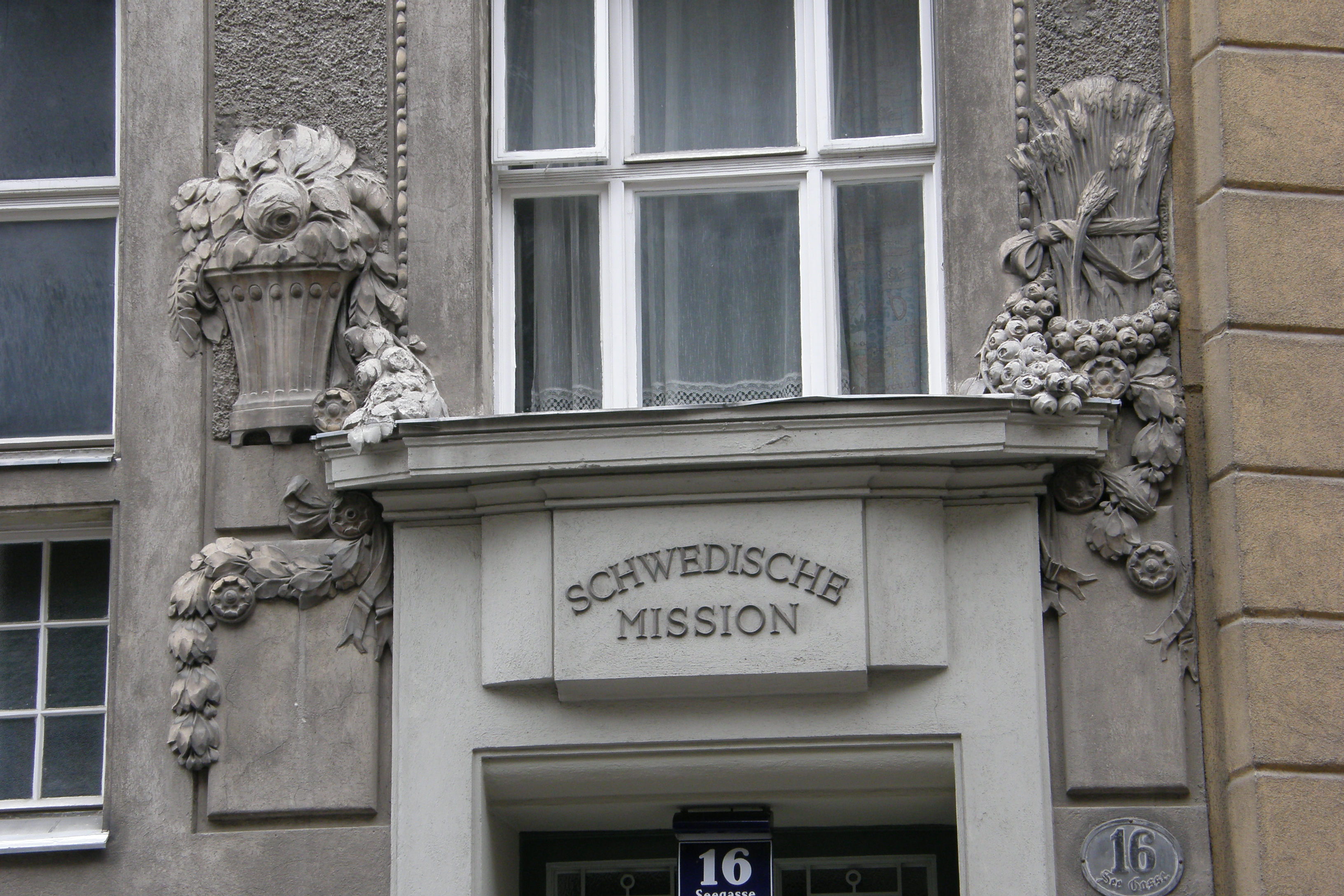
Seegasse 16 (2013); oberhalb des Eingangs ist noch immer der Schriftzug SCHWEDISCHE MISSION zu lesen

## Religiöse und soziale Situation um 1920
Österreich blieb auch nach Reformation und Aufklärung ein weitgehend katholisches Land. Durch die Toleranzpatente von Joseph II. erhielten einige Minderheiten beschränkte Rechte: Die Evangelischen Kirchen sowie die Griechisch-Orthodoxe Kirche 1781 und die Israelitische Religionsgesellschaft 1782. Durch die deutschnationale Los-von-Rom-Bewegung kam es vor dem Ersten Weltkrieg zu zahlreichen politisch motivierten Übertritten von der Katholischen zur Evangelischen Kirche. Hinter vielen Übertritten von Juden zu einer Kirche im Rahmen der Assimilation an die christliche Mehrheitsgesellschaft stand keine speziell religiöse Motivation. Übertritte zur Evangelischen Kirche konnten also auf unterschiedlichen Motiven beruhen.
Seit dem Friedensvertrag von St. Germain von 1919 gab es in Österreich Religionsfreiheit auch für nicht staatlich anerkannte Kirchen. Dadurch konnten auch freie, nicht an eine bestimmte Kirche gebundene Missionswerke ungehindert agieren, außer in den Jahren 1934 bis 1945 – die autoritären Regierungen setzten Maßnahmen auch im religiösen Bereich. Während des Dollfuß/Schuschnigg-Regimes waren nur einzelne Gemeinschaften davon betroffen; so wurde etwa die Tätigkeit der Zeugen Jehovas und der Pfingstgemeinden 1936 verboten. Die Israelmission war in diesen vier Jahren nicht beeinträchtigt. Die Herrschaft des Nationalsozialismus hatte weit radikalere Auswirkungen auf die christlichen Gemeinschaften – und auf eine Israelmission naheliegenderweise ganz besonders.
Nach Ende des Ersten Weltkrieges, also ab 1918, kam Hilfe für die notleidende Wiener Bevölkerung von Schweizer Hilfseinrichtungen sowie aus Schweden. Diese Hilfe wurde danach durch die Benennung des Schwedenplatzes sowie der Schwedenbrücke in Wien anerkannt. Konkret engagierte sich u. a. die schwedische lutherische Kirche. In Wien lebten neben wohlhabenden auch viele arme Juden; viele emigrierten nach Kriegsende aus ehemals zur Habsburgermonarchie gehörenden mittel- und osteuropäischen Regionen oder flohen aus umkämpften Gebieten.

## Beginn
1875 war in Stockholm die Schwedische Israelmission (schwedisch: „Svenska Israelsmissionen“) gegründet worden. Dass sie eine Station in Wien begann, hat wohl mit der großen Zahl von Juden in Wien – etwa 200.000 – zu tun. Die Israelmission entsandte 1920 zwei Diakonissen nach Wien: Anna Karlsson-Lindskog und Martha Hellmann. Mit der evangelischen Kirche in Wien gab es eine gute Zusammenarbeit, und die Innere Mission stellte Räumlichkeiten im evangelischen Diakonissenheim bereit.

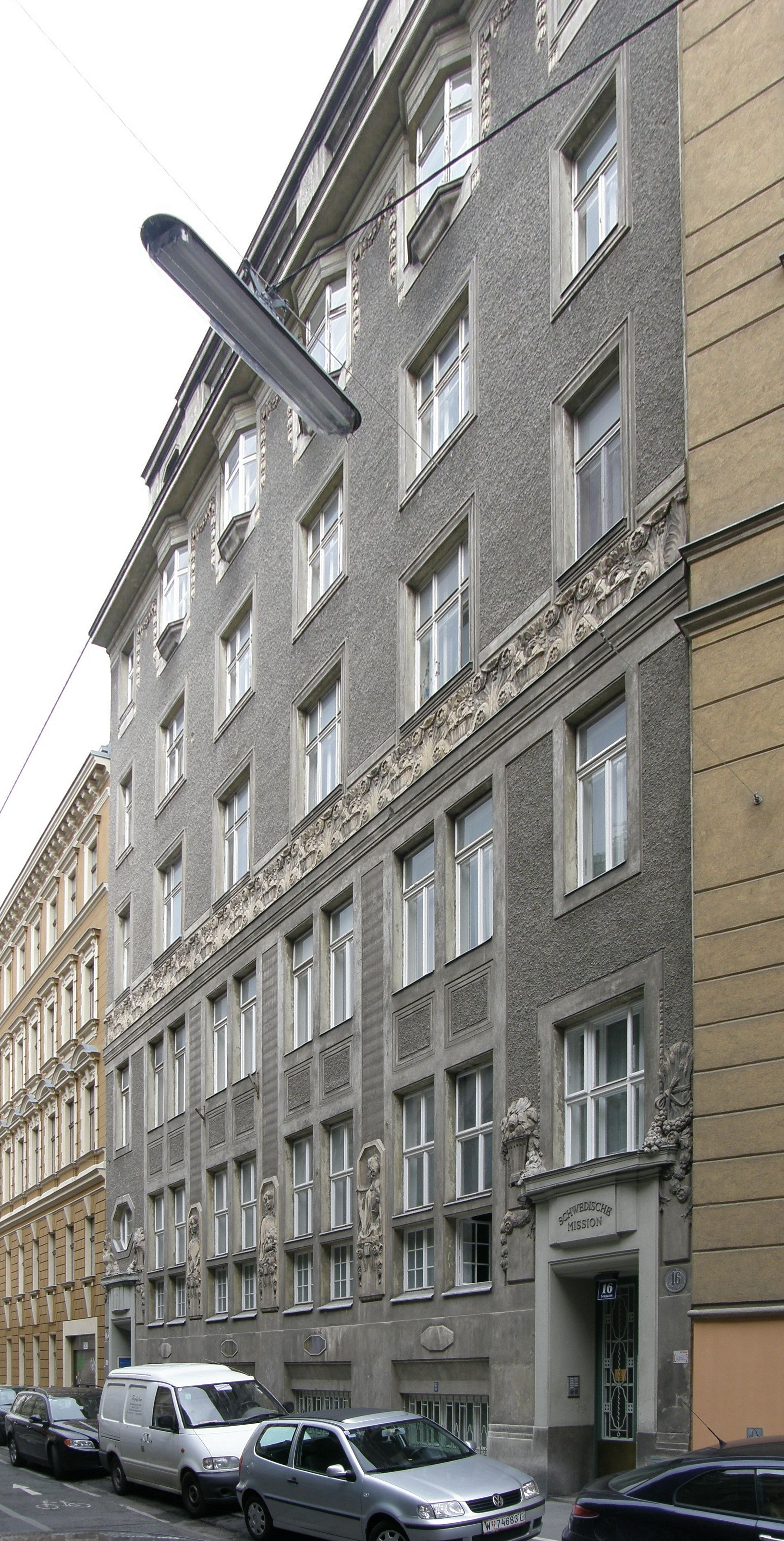
Das Haus in der Seegasse 16 (2011)

### Haus in der Seegasse 16
Im März 1922 erwarb die Schwedische Israelmission das Haus Seegasse Nr. 16. Dieses Haus war vom jüdischen Architekten Ludwig Schmidl errichtet worden. Ein Mädchen-Unterstützungsverein hatte es als Schule für arme jüdische Mädchen bauen lassen. In diesem Haus konnten nun Mitarbeiter wohnen und Veranstaltungen für Judenchristen und andere interessierte Juden stattfinden.

### Judentum im Bezirksteil Rossau
Auf der anderen Straßenseite, dem gekauften Haus gegenüber, befand sich der alte jüdische Friedhof Rossau (Seegasse 9–11). „Rossau“ ist der Name eines Teils des Bezirks Alsergrund, damals „das Zentrum des assimilierten und wohlhabenden jüdischen Großbürgertums“. In der Rossau wohnten damals viele Juden, z. T. wohlhabende Ärzte oder Rechtsanwälte; dieser Bezirksteil liegt in der Nähe der Universität Wien, und er grenzt an den Bezirk Leopoldstadt mit seinem traditionell hohen jüdischen Bevölkerungsanteil; dort wohnten viele arme, jiddisch sprechende, orthodoxe Ostjuden.
In der Seegasse selbst waren neben dem Friedhof noch einige weitere wichtige jüdische Einrichtungen: In der Seegasse 6 befand sich der Krankenunterstützungsverein „Gomle Chessed“, in der Seegasse 7 war der „Jüdische Witwen-Waisen-Hilfs- und Ausspeiseverein“, und in der Seegasse 9 befand sich das „Altersheim der Israelitischen Kultusgemeinde“, bis 1933 „Israelitisches Versorgungs- und Siechenhaus“ genannt; dieses Heim zählte zu den größten und modernsten in Europa.
In der Umgebung gab es noch weitere wichtige Einrichtungen, nur wenige Gehminuten von der Seegasse 16 entfernt: In der Müllnergasse waren eine Synagoge sowie der Verein „Frauenhort“, der sich für die Bekleidung armer jüdischer Schulkinder einsetzte, in der Pramergasse der „Jüdische Schulverein für den 9. Bezirk“ und in der Rotenlöwengasse der Sport- und Turnverein „Hapoel Hachadasch“.

## Mission und Diakonie
Die jüdische Orthodoxie in Wien beargwöhnte dieses missionarische Engagement. Die Israelmission war unter Kindern und Jugendlichen sehr aktiv; es kam zu Gerüchten, dass im Haus der Israelmission jüdische Kinder versteckt und getauft werden, und im Dezember 1922 gab es vor dem Haus Tumulte wütender Gegner, wovon die Presse berichtete. Der erste Leiter der Missionsstation, Emil Weinhausen, bemühte sich um ein gutes Verhältnis zur Israelitischen Kultusgemeinde. Auf offensives Missionieren wurde dann verzichtet. 1923 wurden Räume dieses Hauses der evangelischen Stadtmission zur Verfügung gestellt, die dort eine Zweigstelle für Mutterberatung einrichtete.
1924 übernahm der in ökumenischer Zusammenarbeit erfahrene Wiener Religionslehrer Hans Haberl nebenberuflich die Leitung der Missionsstation. Nach seinem Tod 1928 leitete interimistisch der Rektor der Inneren Mission, Hans Jaquemar, und ab 1929 der norwegische Israelmissionar Dr. Arne Jonsen, der zuvor in Bethlehem tätig war. Aufgrund der engen Zusammenarbeit mit der evangelischen Kirche in Wien war es möglich, dass Juden, die getauft werden wollten, den Übertrittsunterricht im Haus der Israelmission erhielten. Pro Jahr traten etwa 50 bis 100 Juden und Jüdinnen zur Evangelischen Kirche über. Mehrere wohlhabende Juden ließen sich in Urlaubsorten Oberösterreichs evangelisch taufen.
Diakonissen („Schwestern“) der Israelmission nahmen an den Treffen der Evangelischen Allianz in Wien teil, suchten also den Kontakt zu verantwortlichen Mitarbeitern anderer missionarischer und diakonischer Werke im Bereich des Wiener Protestantismus. Oft nahm auch der jeweilige Leiter der Israelmission teil.
1936 erwarb die Israelmission nahe Wien ein Sommerheim in Weidling bei Klosterneuburg, Hauptstraße 156: Den „Schlößlhof“, manchmal „Schwedenheim“ genannt, genützt zur Kinder- und Jugendbetreuung, als Altenheim sowie für Schulungen – dokumentiert ist z. B. eine Himmelfahrts-Tagung 1936 der Wiener Evangelischen Allianz zu den Themen Oxford-Gruppenbewegung sowie Volks-, Heiden- und Judenmission.

## Vorträge undInstitutum Judaicum
In der Israelmission in Wien wurden regelmäßig Vorträge im Themenbereich Judentum sowie jüdisch-christliches Verhältnis gehalten, etwa über die religiöse Stellung der Frau im Judentum, das Werk Martin Bubers, das jüdische Jesusbild, den Prozess Jesu oder die Bekämpfung der religiösen und säkularen Judenfeindschaft. Als 1935 das Institutum Judaicum Delitzschianum in Leipzig geschlossen wurde, konnte sein damaliger Leiter Hans Kosmala die Lehrtätigkeit des Instituts im Haus der Israelmission in der Seegasse fortsetzen. Dort hielt er Vorlesungen, bis er 1939 nach Großbritannien emigrierte. Der aus Siebenbürgen ausgewiesene Erwin Reisner beteiligte sich in den Jahren 1935 bis 1937 ebenfalls. In der Nachkriegszeit wurde dieses Institut an der Universität Münster fortgeführt.

## Hilfe für bedrohte Juden

### Flucht nach Österreich 1933–38
Da Juden im Deutschen Reich ab 1933 unterdrückt und bedroht wurden, flüchteten viele Juden und Christen jüdischer Abstammung u. a. nach Österreich, vor allem nach Wien. Die Israelmission in Wien nahm sich notleidender Juden an. Deshalb empfahl die Wiener Evangelische Allianz 1936 den mit ihr verbundenen Gemeinden, Spenden für die „Emigrantenfürsorge“ an die Israelmission weiterzuleiten.
Auch Frederik J. Forell, ein Pastor jüdischer Abstammung, floh mit seiner Frau Magdalene nach Wien, und übernahm 1933 die Leitung der Israelmission. Nach dem Anschluss Österreichs flüchtete er 1938 nach Frankreich und später in die USA.

### Engagement für Ausreisewillige
Die Vorgänge in Österreich im März 1938 wurden europaweit beachtet. Die schwedische christliche Tageszeitung Svenska Morgonbladet titelte:
„Selbstmordepidemie in Österreich. Gefängnisse gefüllt mit Regimegegnern. Grenzen für jüdische Flüchtlinge gesperrt.“
Die Leitung der Israelmission in Wien übernahm ab 1938 Pfarrer Göte Hedenquist, der schon seit 1936 mit seiner Frau Elsa hier mitarbeitete. Er genoss als schwedischer Staatsbürger eine Art „diplomatischer Immunität“.
Einige Tage nach dem Anschluss führte die SA eine Hausdurchsuchung in der Seegasse 16 durch. Die Bezeichnung „Schwedische Gesellschaft für Israel“ musste geändert werden; sie hieß dann: „Schwedische Mission Stockholm, Missionsstation Wien“. Im Juli 1938 wurde der Israelmission ihre Schließung angedroht – es sei denn, sie würde die damals von den Nationalsozialisten erwünschte Auswanderung der Juden unterstützen. Der eigens aus Stockholm angereiste Direktor der Israelmission, Birger Pernow, akzeptierte diese Forderung des für Vereine zuständigen Stillhaltekommissars. Für viele Juden war die daraus folgende Zusammenarbeit lebensrettend. Da die NS-Instanzen sofort nach dem Anschluss Österreichs an das Deutsche Reich im März 1938 damit begonnen hatten, die Juden aus der Gesellschaft auszuschließen, gab es bei diesen eine große Ausreisebereitschaft.
Hedenquist sprach wiederholt über die Ausreise von Juden mit Adolf Eichmann im Palais Rothschild, wo sich damals die Zentralstelle für jüdische Auswanderung in Wien befand, eine Dienststelle der SS. Über diese Verhandlungen – übrigens zwischen zwei relativ jungen Männern, beide knapp über 30 Jahre alt – berichtete Hedenquist später. Gemäß dem Bericht Hedenquists versuchte Eichmann, die Israelmission möglichst unter seine Kontrolle zu bringen. Umgekehrt suchte Hedenquist nach Wegen, um seine Anliegen umsetzen zu können, und entdeckte, dass Eichmann schnell nachgab, wenn Hedenquist andeutete, dass man für eine bestimmte Sache vielleicht erst die Erlaubnis einer höheren Stelle in Berlin einholen sollte.
In seinen Erinnerungen beschreibt Hedenquist die damalige Notsituation:
„Die Räume in der Seegasse dienten als Auswanderungsbüro, Wohnungsamt, Hilfswerk, Mittagstisch und Zufluchtsstätte für die Verlassenen und Verfolgten.“
Für die Ausreisewilligen war es ein Spießrutenlauf. Sie mussten insgesamt 16 Instanzen durchlaufen. Dabei wurde ihnen ein Großteil ihres Vermögens weggenommen. Eine besondere Schwierigkeit bei der Ausreisehilfe bestand darin, Aufnahmeländer zu finden – die Bereitschaft zur Aufnahme von Flüchtlingen war gering. Die Israelmission stellte jeweils zwei zuverlässige Mitglieder der Jugendgruppen dafür an, um Pässe und andere Dokumente zu besorgen. Den Auswanderern wurden Adressen mitgegeben, an die sie sich im Ausland wenden konnten. Diese beiden Mitarbeiter konnten ihre Tätigkeit sogar in einem Büro der Zentralstelle Eichmanns ausüben, wodurch sich die Vorgänge stark beschleunigen ließen.
Auch das Heim in Weidling bei Klosterneuburg wurde mit einbezogen; so fand im Sommer 1939 ein Umschulungskurs für Auswanderer statt. Über das Schicksal von Juden in Osteuropa war die Israelmission in Wien gut informiert. Schon Ende 1939 wurde im – nur in geringer Auflage verbreiteten – Jahresbericht der Mission angedeutet, dass die Deutschen im besetzten Polen bereits Tausende Juden ermordet haben. Die Israelmission brachte ihre Informationen aber nicht an die Öffentlichkeit, weder in Schweden noch in Wien. Ihre Zurückhaltung entsprach der Linie der schwedischen Regierung, die der schwedischen Presse aufgetragen hatte, Kritik an Deutschland möglichst zu vermeiden. Da Historiker gegenwärtig verstärkt das Verhältnis Schwedens zum Holocaust in den Blick nehmen, entsteht auch ein größeres Interesse an der Schwedischen Israelmission und ihrer Station in Wien, deren Auswanderungshilfe vergleichbar ist mit jener vom Büro Grüber in Berlin.
Beim Beraten und Unterstützen verunsicherter Juden, die zur Israelmission kamen, bedachte diese das missionarische Anliegen mit. Das lässt sich etwa in den Erinnerungen der Diakonisse Greta Andrén nachvollziehen, die nach ihrer Rückkehr nach Schweden ein Buch veröffentlichte, in dem sie Erlebnisse ihrer Wiener Zeit darstellte: Ein Brief Christi. Es geht darin um eine Wiener Jüdin, die hilfesuchend in die Israelmission kommt. Sie wird zum Gottesdienst eingeladen und besucht ihn. Ein dort gehörtes Bibelwort geht ihr nach: „Lasset uns Ihn lieben, denn Er hat uns zuerst geliebt ...“ (1 Joh 4,19 ) Es ging neben der praktischen Hilfe auch darum, Juden den christlichen Glauben nahezubringen.
Auch wenn die Israelmission den christlichen Glauben vermitteln wollte, war die Bereitschaft, sich taufen zu lassen, keine Bedingung, um Unterstützung zu erhalten. Der Taufunterricht erstreckte sich über ein halbes oder ein ganzes Jahr – es ging also nicht darum, schnell große Taufzahlen zu erreichen.
Hedenquist gibt an, dass an jedem Sonntag mehrere Gottesdienste gehalten wurden, und dass er „offiziell“ etwa 100 Mitarbeitern mit einer von ihm ausgestellten „Anstellungskarte“ hatte. Diese Anstellung bei einem schwedischen Arbeitgeber bot in den ersten Jahren ab 1938 einen vorläufigen Schutz. Sie und viele andere konnten ausreisen.
Neben der Hilfe, um ausreisen zu können, ging es auch um die aktuelle Situation der noch in Wien lebenden Juden. 1938 richtete die Israelmission eine Ausspeisung in einem Gasthaus ein, an der täglich bis zu 125 Menschen teilnahmen.

### Die Anzahl der unterstützten Flüchtlinge
Hedenquist berichtet, dass die Israelmission insgesamt „über 3000 Christen jüdischer Abstammung und Juden“ bei der Ausreise unterstützte.
Diese Zahl wird von Historikern unterschiedlicher Richtungen bestätigt: Von Trinks in seiner Darstellung der Geschichte der Schwedischen Israelmission in Wien sowie in Untersuchungen zur Verfolgung der österreichischen Juden, zum jüdischen Wien, zu Österreichs internationalen Beziehungen im 20. Jahrhundert und zur Hilfe für „nichtarische Katholiken“. Diese Zahlenangabe wird auch von Medien übernommen.
Neben dieser meistens genannten Zahl von 3000 oder mehr Juden gibt es eine nur etwa halb so hohe Schätzung von Pammer, der sich auf eine Aufstellung der Israelmission vom November 1939 stützt, wonach bis dahin 1256 Juden bei der Ausreise geholfen wurde. Gemäß dieser Aufstellung waren England und Schweden die wichtigsten Fluchtländer. Da nach Kriegsbeginn die Ausreisemöglichkeit stark eingeschränkt wurde, schätzt Pammer die Gesamtzahl nur gering höher ein als in dieser Aufstellung enthalten, und zwar auf etwa 1500. Diese Aufstellung gibt für das Zielland Schweden 242 Flüchtlinge aus Wien an, eine nur gering höhere Zahl als die in einem Bericht von Walter Neuhaus genannte Zahl von 150, die sich aber auf Jugendliche beschränkt.
Der erwähnte Bericht von Walter Neuhaus gewährt einen Blick auf eine einzelne Gruppe von Flüchtlingen. Ende 1938 gelang Neuhaus, einem Juden, die Ausreise nach Stockholm. Gemeinsam mit einigen anderen jungen Kommunisten suchte er Kontakt zu anderen Österreichern, im Hinblick auf politische Überzeugungsarbeit. Sie sprachen Pastor Johannes Jellinek an, den dortigen Leiter der Israel-Mission. Neuhaus gibt an, dass durch die Israelmission, wohl bereits 1938, „an die 150 Jugendliche nach Schweden“ gekommen waren, darunter etwa 100 in Stockholm wohnende. Neuhaus und seine Freunde wollten die Adressen dieser Österreicher erhalten, und gaben als Vorwand an, einen Österreich-Abend zu planen. Die von Neuhaus wiedergegebene Antwort Jellineks klang salopp und tolerant:
„Passt auf, mich braucht ihr nicht mit dem Schmäh nehmen, ich weiß genau, wer ihr seid, aber ich gebe euch trotzdem die Adressen.“
Von diesen 100 in Stockholm Wohnenden kamen zum ersten Abend etwa 80.
Obwohl viele Juden bei der Ausreise unterstützt und dadurch gerettet wurden, musste Hedenquist im Rückblick bedauernd feststellen, dass „eine weit größere Zahl unserer Freunde nicht gerettet werden“ konnte. Die Mitarbeiter der Israelmission hatten im Rahmen der Seelsorge versucht, die hilfesuchenden Juden auf Situationen vorzubereiten, in denen sie nichts von Gottes Liebe bemerken würden. Auf solche Situationen ließen sich Bibelverse wie „Dennoch bleibe ich stets an dir“ (Psalm 73,23) oder „Wer kann uns scheiden von der Liebe Gottes in Christus Jesus?“ (Römer 8,35) anwenden.

### Arbeitsteilung bei der Hilfe zum Ausreisen
Wegen ihrer beschränkten Mittel musste sich die Israelmission bei der Unterstützung zur Ausreise auf Evangelische jüdischer Abstammung konzentrieren, ging also stark nach einem konfessionellen Gesichtspunkt vor. Für katholische Juden gab es die Erzbischöfliche Hilfsstelle für nichtarische Katholiken, um die konfessionslosen Juden kümmerten sich die Quäker. Die Glaubensjuden wurden von der Israelitischen Kultusgemeinde Wien betreut, deren Wirksamkeit wiederum von der Zuarbeit der jüdischen Gemeinden in den Aufnahmeländern abhing, so im Fall Schweden von der schwedisch-jüdischen Gemeinde in Stockholm. Es gab also eine Art „Arbeitsteilung“ zwischen diesen unterstützenden Organisationen. Der Leiter der katholischen Hilfsstelle, Ludger Born, äußerte sich anerkennend über die evangelische Israelmission:
„Dieses Haus entfaltete eine überaus segensreiche Tätigkeit für die rassisch Verfolgten. 1941 verbot die Gestapo jegliche Arbeit. Pfarrer und Schwestern wurden zur Rückkehr nach Schweden gezwungen. So wurde die Zusammenarbeit leider sehr bald beendet.“

### Behördlich angeordnete Schließung
Nach „ständigen Auseinandersetzungen mit der Gestapo“ musste Hedenquist im März 1940 Wien verlassen. Sein schwedischer Mitarbeiter Pfarrer Johannes Ivarsson übernahm die Leitung. Im Jahr 1941 stellten die nationalsozialistischen Machthaber ihre Judenpolitik um – von der Ausweisung zur Ermordung. Damit gab es in ihrer Sichtweise keine Funktion mehr für die Israelmission in Wien, und sie verfügten im Sommer 1941 ihre Schließung, und die Mitarbeiter mussten Wien im Juli 1941 verlassen, ausgenommen die 1938 nach Wien gekommene Heimleiterin Anna-Lena Peterson. Sie war für das Altenheim in Weidling bei Klosterneuburg zuständig, wo auch obdachlos gewordene Juden aufgenommen worden waren. Peterson durfte noch bis November 1941 bleiben, um für die Übersiedlung der Heimbewohner in das mittlerweile leer gewordene Haus Seegasse 16 zu sorgen. Dieses Haus war nunmehr ein Kranken- und Altenheim für Juden und Christen jüdischer Abstammung.
Anfang 1942 berichtete Pfarrer Max Monsky in einer Zusammenkunft der Wiener Evangelischen Allianz
„über seinen Dienst an den Judenchristen in der Seegasse. Er stellt die Frage an die Allianz, ob eine Freikirche einen Raum zur Verfügung stellen würde für Gottesdienste für Juden, falls kein passender kirchlicher Raum gefunden wird.“ Es wurde Monsky entgegnet, dass „Judenmission“ verboten ist, und dass Gemeindeglieder jüdischer Herkunft „selbstverständlich teilnehmen an den allgemeinen Gottesdiensten ihrer Freikirche“. Bezüglich der damaligen Praxis in der Evangelischen Kirche berichten Zeitzeugen jedoch, dass häufig Evangelische jüdischer Abstammung in den Gottesdiensten ihrer bisherigen Pfarrgemeinden auf die Empore hinaufgeschickt wurden oder überhaupt nicht mehr erwünscht waren. Insgesamt gehörten damals formal 8000 Juden zur Evangelischen Kirche, wobei aber nur ein Teil der Mitglieder regelmäßig den Gottesdienst besuchte.
1943 wurde Monsky vom Evangelischen Oberkirchenrat mit der Seelsorge im Haus Seegasse 16 beauftragt. Er hielt dort wöchentlich eine Andacht für etwa 30 Teilnehmer. Monsky gibt an, dass die Insassen dieses Heimes zunächst vor dem Zugriff der Gestapo bewahrt blieben, schließlich aber doch ins Ghetto Theresienstadt abtransportiert wurden, darunter etwa 25 Evangelische.

## Nachkriegszeit
Nach Kriegsende kehrte Schwester Anna-Lena Peterson 1946 nach Wien zurück, beauftragt von der schwedischen Hilfsorganisation „Rettet die Kinder“ (Rädda Barnen), die in den Räumlichkeiten der Schwedischen Israelmission tätig sein konnte. Erst 1951 wurde das Haus Seegasse 16 der Israelmission zurückgegeben, und es konnten wieder Gottesdienste in der im Hause befindlichen „Messiaskapelle“ gehalten werden.
Während der Besatzungszeit (1945–55) gehörte die Seegasse zum amerikanischen Sektor, während das Wien umgebende Niederösterreich Teil der sowjetischen Besatzungszone war – dort lag auch das „Schwedenheim“ in Weidling; es diente nach Kriegsende der Wiener Evangelischen Kirche als Freizeitheim. Ab 1958 wurde es wieder von der Israelmission als Altenheim verwendet.

## Wende von der Mission zum Dialog
In der Nachkriegszeit war das Wirken von Pfarrer Felix Propper einflussreich. Er war jüdischer Abstammung und ließ sich 16-jährig evangelisch taufen. Er ergriff den Beruf eines Rechtsanwalts; während des Krieges studierte er dann in Südfrankreich evangelische Theologie. Als Pfarrvikar in der Schweiz ergab sich ein enger Kontakt zu Emil Brunner. Seine nichtjüdische Frau Leopoldine Propper konnte mit den gemeinsamen Kindern (Gerda, Gertraud und Gerold) durch die Vermittlung der Schwedischen Israelmission 1939 nach Schweden emigrieren.
In Österreich wurde Propper 1948 Pfarrer. 1951 wurde er seitens der evangelischen Superintendentur Wien mit der Aufgabe der Judenmission beauftragt und zum Dienst in der Schwedischen Israelmission berufen. Unter ihm kam es zu einem Abrücken vom Konzept der Judenmission, stattdessen wurde der Dialog betont. Mit dieser Abkehr von der Mission fielen aber die missionarisch motivierten Spenden weg, was eine entsprechende Reduktion von Mitarbeitern, Aktivitäten und somit verminderten Raumbedarf zur Folge hatte.
Seit 1960 wurde die „Messiaskapelle“ auch als Predigtstation der Evangelischen Pfarrgemeinde Innere Stadt verwendet (diese Station wurde schließlich 1999 eine selbständige evangelische Pfarrgemeinde), seit 1961 war Adolf Rücker der dafür beauftragte Pfarrer.
Das Haus in der Seegasse Nr. 16 wurde 1974 von der lutherischen Kirche erworben, als die Schwedische Israelmission sich in Wien ganz zurückzog, wie in vielen anderen europäischen Hauptstädten außerhalb Schwedens. Das Abrücken von der Judenmission entsprach einem verbreiteten kirchlichen Trend; zu einer offiziellen Festlegung dieser Abkehr aufgrund einer Zwei-Wege-Theorie, wonach Gott mit Juden und Christen nebeneinander jeweils unterschiedliche Wege gehe, kam es in Österreich erst spät (1996 Grundsatzerklärung der reformierten Kirche).

## Historische Erforschung und Einschätzung
Eine zusammenfassende Darstellung geht auf Ulrich Trinks (2001) zurück (siehe unten Literatur). Detaillierte – von Wolfgang Zagler verfasste – Schilderungen der Geschichte ihres Hauses stellte die Evangelische Pfarrgemeinde auf ihre Webseite (siehe unten Weblinks). Thomas Pammer verfasste im Fach Skandinavistik eine viele Quellen verwertende Diplomarbeit über die Wiener Israelmission zur NS-Zeit (2012).
Anna Wexberg-Kubesch, Birgit Meinhard-Schiebel und Waltraut Kovacic erarbeiteten 2010 unter dem Titel „Was in der Seegasse geschah“ eine Führung durch die Seegasse sowie eine anschließende szenische Lesung im Schauspielhaus Wien aus Briefen und Originaltexten von Vertriebenen jüdischen Menschen, die Unterstützung von der Israelmission erhielten.
Daneben gibt es noch andere Zugänge. Die heutige selbstkritische Bewertung der Geschichte der Evangelischen Kirche zur NS-Zeit hebt den Einsatz der Israelmission als positives Gegenbeispiel hervor. Hermann Miklas meinte 1988 in einer Predigt: „Die Schwedische Mission in unserem Jahrhundert hat in Wien dem Protestantismus den letzten Funken Ehre gerettet!“ Und Michael Bünker sieht die Seegasse als eine Insel, die aus der „Versagensgeschichte“ der Evangelischen Kirche hervorrage (2001).
Ilse Aichinger setzte sich mit ihrer eigenen Erinnerung an die Israelmission literarisch auseinander. Ihre Mutter war eine jüdische Ärztin, und deren Mutter wurde deportiert und ermordet. Die 1921 geborene Ilse gehörte als Jugendliche zu einem Bibelkreis in der Israelmission. Ihr etwa 1954 verfasstes Gedicht Seegasse bringt ihre Enttäuschung darüber zum Ausdruck, dass die Mitarbeiter der Israelmission viele Juden nicht vor der Deportation bewahren konnten, schließlich selbst Wien verließen und dabei ihre jüdischen Freunde schutzlos zurückließen.

## Freikirchliche Judenmission
In den Jahrzehnten um 1900 hatte Wien einen jüdischen Bevölkerungsanteil von etwa einem Zehntel. Unter den neuen Mitgliedern wachsender christlicher Gemeinden waren oft auch Juden. Ein prominentes Beispiel dafür ist der 1924 in einer Baptistengemeinde getaufte Hans Herzl, der Sohn von Theodor Herzl. Er war durch Arbeitskollegen in der Union Bank zur Baptistengemeinde gekommen, also durch persönlichen Kontakt. In dieser Baptistengemeinde gab es noch während der NS-Zeit Offenheit für Juden.

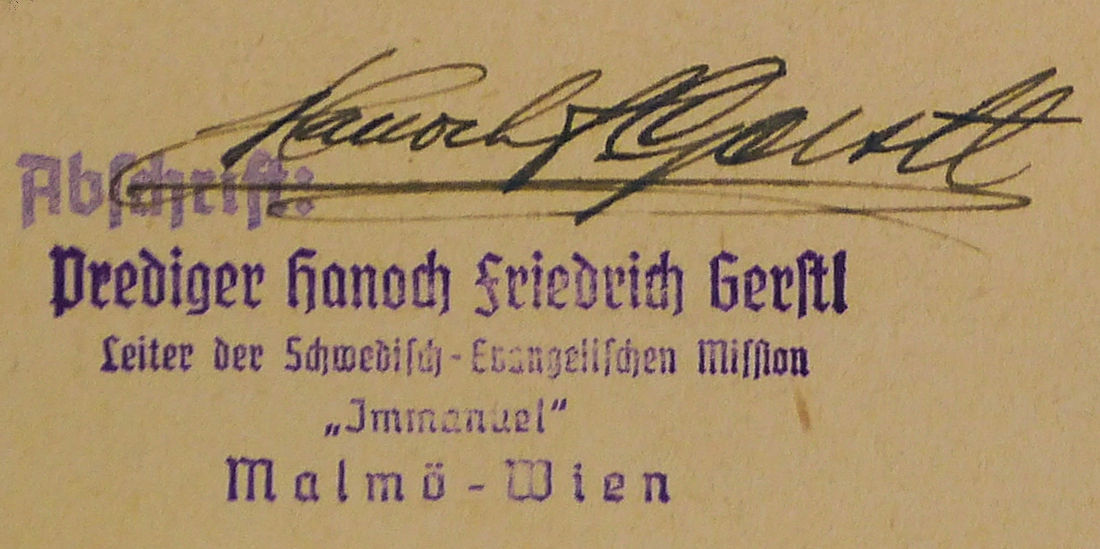
Signatur und Stempel des Predigers Hanoch Friedrich Gerstl

Ein Schwede österreichisch-jüdischer Abstammung, der evangelische Christ Hanoch Gerstl (1899–1956), war eher freikirchlich orientiert. Er arbeitete zwar nicht mit der Israelmission in der Seegasse zusammen, leitete jedoch die schwedische evangelische Mission Immanuel. Er versuchte in Wien ab 1937 einen judenchristlichen Kreis aufzubauen. Ende 1941 oder etwas später verließ er Wien.
Die in einer Sitzung der Evangelischen Allianz Anfang 1942 geäußerte Bemerkung, dass die Gläubigen jüdischer Herkunft „selbstverständlich teilnehmen an den allgemeinen Gottesdiensten ihrer Freikirche“, ist jedenfalls ein Hinweis darauf, dass es solche in den Freikirchen gab.
Es gab also neben der evangelischen Schwedischen Israelmission vereinzelte judenmissionarische Aktivitäten, jedoch in einer geringeren Größenordnung.